# Hypovirus
A Hypovirus a vírusok egyik neme, az egyetlen a Hypoviridae családban. Négy faja ismert, valamennyi a gesztenyepenész gombakórokozóját, a Cryptonectria parasiticá-t fertőzi és csökkenti annak virulenciáját, így gazdasági szempontból hasznosnak tekinthetők.

## Biológiája
A hipovírusok sajátos, leegyszerűsödött szerkezetű organizmusok. Valódi külső fehérjeburkuk, kapszidjuk nincsen, ehelyett a gazdasejtből származó, 50-80 nanométer átmérőjű lipidvezikulumokba csomagolják genomjukat és a másolóenzimjüket.
Genomja kettős szálú, lineáris RNS, hossza 9-13 ezer bázis között van. A végén poli(A)-farok található. Egy (CHV-3, CHV-4) vagy két (CHV-1, CHV-2) génjük (nyitott leolvasási keretük, ORF) van, az ORFA és ORFB, amelyek fehérjetermékét utólag több darabra vágják. A gének az RNS-másolóenzimet, helikázt és szabályozó peptidet kódolnak, struktúrproteint nem (mivel kapszidja nincs).
Életciklusa csak kevéssé ismert, de feltételezik, hogy sejten kívüli formája egyáltalán nincs. Terjedése a gombafonalak közötti közvetlen citoplazmatikus kapcsolatok, az anasztomózis révén lehetséges. A citoplazmában szaporodik és annyi ismert, hogy nem szabadul ki a megfertőzött sejtből bimbózással, mint más lipidburkos vírusok.
Minden ismert faja a gesztenyepenész kórokozóját, a Cryptonectria parasitica gombát fertőzi és annak hipovirulenciáját okozza. A gesztenyepenész a 20. század elején hatalmas károkat okozott Észak-Amerikában és 1930 körül Európába is átterjedt, ahol azonban jóval mérsékeltebb hatása volt. Az 50-es években felfedezték, hogy ennek oka egy hipovirulens (kevésbé agresszív) gombatörzs. 1977-ben kimutatták, hogy a hipovirulencia oka egy kettős szálú RNS-elem, 1991-ben pedig izolálták az első hipovírust. Amerikában folytak kísérletek a vírus biológiai növényvédelemben történő használatára, de a hipovírussal fertőzött gombatörzsek kevésbé voltak növekedőképesek mint az őshonos változatok és nem tudtak megfelelően elterjedni.   